# Godina četiriju careva
Godina četiriju careva je naziv za razdoblje građanskog rata koji se vodio u Rimu 69. godine nakon samoubojstva cara Nerona, između četiri pretendenta na postolje: Galbe, Otona, Vitelija i Vespazijana.
Nakon što se ubio posljednji predstavnik dinastije Julijevaca-Klaudijevaca, Neron, u rimskoj vojsci dolazi do komešanja i pitanja kome biti odan. Uslijedio je rat između pretendenata i njima odanih vojnih jedinica. Hispanske i galske trupe za cara su proglasile Galbu, a Senat je to potvrdio. Galba stiže u Rim, ali ne stječe naklonost senatorskog staleža, kojem je i sam pripadao. Njime postaju nezadovoljni i vojnici jer je Galba odlučio ograničiti rashode, što je dovelo do optužbe da je škrt i gramziv. Pretorijanci postaju nezadovoljni jer im Galba nije isplatio novac koji im je obećao ako ga podupru. 
Legionarske trupe iz Gornje Germanije proglasile su za cara svog legata Vitelija, a istovremeno su u Rimu pretorijanci carem proglasili Otona. Oton je proglašen carem nakon što je Galba ubijen na Forumu. Otona za cara priznaju dunavske i istočne provincije, dok to ne čine trupe u Germaniji, Galiji i Britaniji koje su ostale vjerne Viteliju. Vitelije okuplja vojsku, polazi na Italiju i u bitci kod današnje Cremone pobjeđuje Otona, koji čini samoubojstvo. Otonova vojska prelazi na stranu Viteliju, a u Rimu Senat proglašava Vitelija za cara.
Legije na Dunavu i Istoku za cara izabiru Vespazijana, zapovjednika vojske u Judeji. Zapovjednik panonskih legija Antonije Prim nanosi poraz Viteliju i njegovoj vojsci u drugoj bitci kod Bedriaka, današnje Cremone. Nakon što je porazio Vitelijeve trupe polazi na Rim gdje su se vodile borbe između Vespazijanovih i Vitelijevih pristalica. Antonije Prim u jurišu zauzima Rim, ubija Vitelija te pljačka i pali ionako već spaljeni Rim. Krajem 69. Senat je za cara potvrdio Vespazijana koji će se učvrstiti na prijestolju.
| Car        | Vladao od        | Vladao do        |
| ---------- | ---------------- | ---------------- |
| Galba      | 6. mj. 68.       | 15. siječnja 69. |
| Oton       | 15. siječnja 69. | 16. travnja 69.  |
| Vitelije   | 2. siječnja 69.  | 22. prosinca 69. |
| Vespazijan | 1. srpnja 69.    | 23. lipnja 79.   |